# Institut de Recerca Matemàtica d'Oberwolfach
El Institut de Recerca Matemàtica d'Oberwolfach és un institut de recerca en matemàtiques situat a la localitat alemanya d'Oberwolfach a la Selva Negra.

## Història
El 1942, en plena Segona Guerra Mundial i quan el ministre de ciència i ensenyament del Reich, Bernhard Rust, començava a intuir que la política anti-intel·lectual del partit nazi estava destruint la universitat alemanya, el matemàtic Wilhelm Süss, membre del partit nazi, el va convèncer de fer alguna cosa per salvar el que fos possible de la supremacia matemàtica mundial que fins aleshores havia tingut Alemanya. La idea de Süss era la de crear un institut nacional de matemàtiques, però aquesta idea no va rebre aprovació governamental fins al 1944.
Süss, malgrat la desesperada situació militar del Reich, va actuar amb rapidesa i va aconseguir fundar el Reichsinstitut für Mathematik el novembre de 1944 adquirint una finca coneguda amb el nom de Lorenzenhof de la localitat d'Oberwolfach (Baden-Württemberg) i omplint-la de calculadores i matemàtics que, així, es trobaven a resguard dels bombardeigs aliats, perquè l'institut estava a la Selva Negra, a més de cinquanta quilòmetres de qualsevol ciutat important (Estrasburg i Friburg són les més properes).

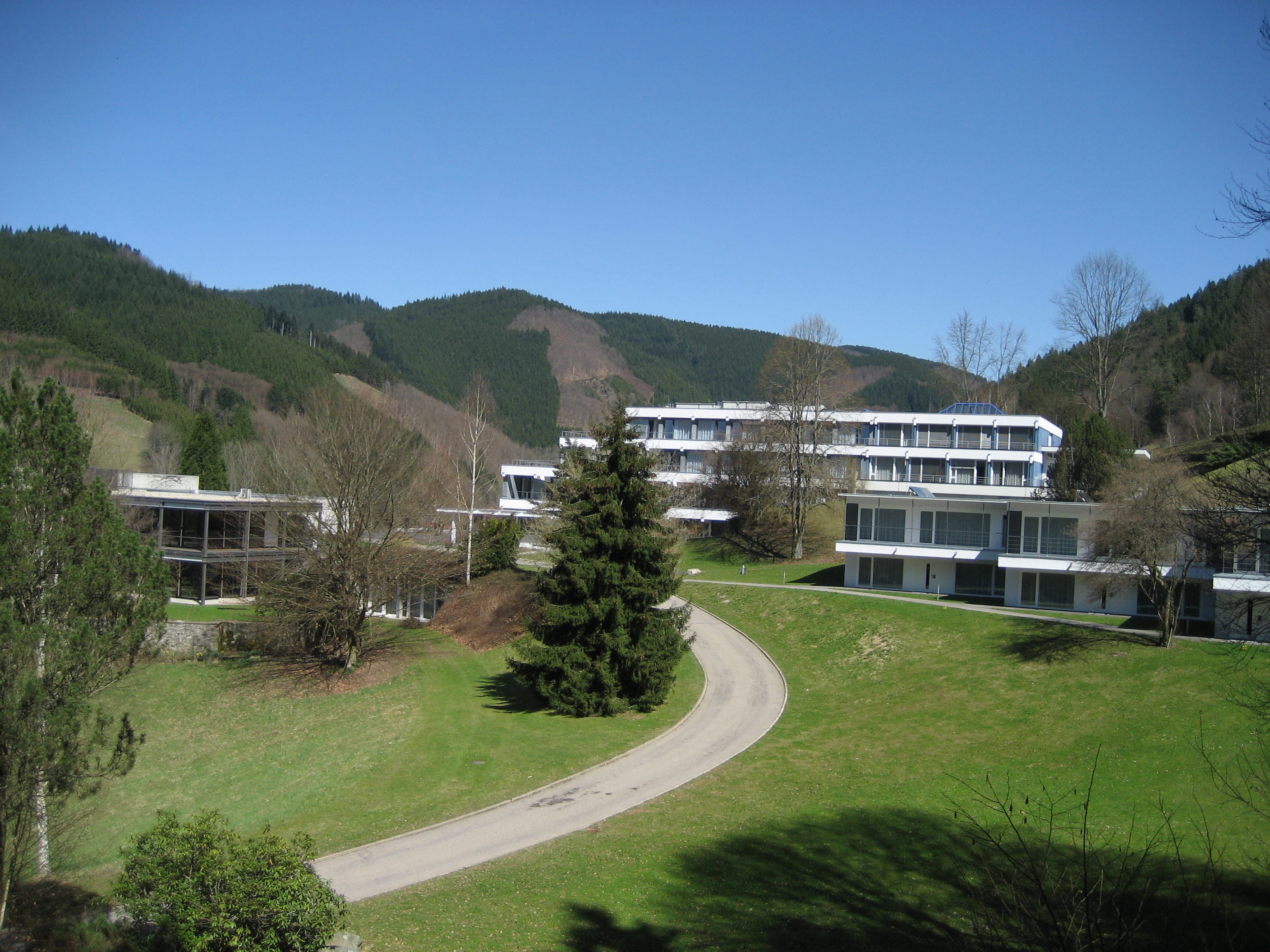
Edificis actuals de l'Institut (2010)

## Directors
- 1944–1958, Wilhelm Süss
- 1958–1959, Hellmuth Kneser
- 1959–1963, Theodor Schneider
- 1963–1994, Martin Barner
- 1994–2002, Matthias Kreck
- 2002–2013, Gert-Martin Greuel
- 2013– Gerhard Huisken